# Estação Manuel de Falla
Manuel de Falla é uma estação da Linha 10 do Metro de Madrid.